# Іноземна філія націонал-соціалістичної німецької робітничої партії
Інозе́мна організа́ція націона́л-соціалісти́чної німе́цької робітни́чої па́ртії (нім. NSDAP/AO — Nationalsozialistische Deutsche Arbeiter-Partei Auslands-Organisation) — закордонний підрозділ НСДАП, який об'єднував громадян німецького рейху (німецькою: Reichsdeutsche) з німецьким паспортом. 
Члени націонал-соціалістичної партії, що проживали поза територією Третього Рейху відповідно були зібрані в іноземну філію НСДАП. Особи німецького походження, так звані етнічні німці (фольксдойче), що володіли громадянством країни, в якій вони проживали, не могли вступити до нацистської партії та значитися в її іноземній організації (NSDAP/AO). 
Ернст Вільгельм Бохл був призначений начальником іноземного відділу нацистської партії, що фактично вважався 43-ім відділом НСДАП. Свої зібрання іноземна філія НСДАП проводила у місті Штутгарті.